# Bono (futbolista)
Yassine Bounou (en árabe: ياسين بونو; bereber: ⵢⴰⵙⵉⵏ ⴱⵓⵏⵓ; Montreal, Quebec, 5 de abril de 1991), más conocido como Bono, es un futbolista marroquí. Juega como guardameta y su equipo es el Al-Hilal Saudi F. C. de la Liga Profesional Saudí.

## Trayectoria

### Wydad AC
Desde Canadá, donde estaba en la cantera del Montreal Impact, se mudó a Marruecos, el país de sus padres, donde a los siete años ingresó en las filas del Wydad Casablanca de Casablanca con el que debutaría en 2010. El Niza francés lo contrató cuando tenía diecisiete años, sin embargo, problemas burocráticos lo condujeron de vuelta al club marroquí.

### Atlético de Madrid
El Atlético de Madrid se fijó en él tras participar en un torneo en Tolón y acabó fichando por él, el 15 de junio de 2012, aunque a todos los efectos era jugador del Atlético de Madrid "B".

### Zaragoza (cedido)
El 1 de septiembre de 2014 se oficializaba su cesión por un año al Real Zaragoza,  ya que no contaría para Simeone debido a los fichajes para la portería rojiblanca de Moyá y Oblak. En el club aragonés, luchará para ganarse un puesto en el once titular del equipo de Víctor Muñoz. Después de su llegada, por decisión del técnico Ranko Popović, promueven al primer equipo al juvenil Óscar Whalley quien se volvería el primer equipo del club volviendo a Victor Muñoz el segundo portero del equipo durante los primeros partidos de competición como segundo portero y, por consiguiente a Yassine como el tercer portero, ya sobre el comienzo del mes de septiembre  empieza a ser considerado el segundo portero del club aunque siguiendo sin debutar. Pasada la primera mitad del torneo de segunda división, el 11 de enero de 2015 juega su primer partido con el Real Zaragoza en la derrota 5 a 3 de su club frente a la U. D. Las Palmas por la fecha 20 de la segunda división.
Tras su cesión al Real Zaragoza, el 30 de junio volvió al Atlético de Madrid, que renueva su cesión con el Zaragoza por una temporada más pocas semanas después, haciéndose esta oficial el 23 de julio de 2015.

### Girona F. C.
El 12 de julio de 2016 se incorporó al Girona Fútbol Club procedente del Atleti. Se alterna durante la temporada en la portería con René Román, jugando al final de temporada cada uno, el mismo número de partidos, en la campaña del ascenso a Primera División.
De cara al estreno en la Primera División de España 2017-18 y tras el fichaje de Gorka Iraizoz, debía de salir uno de los dos porteros anteriores, siendo finalmente el elegido René, quedando Bono como segundo cancerbero. No obstante, y tras nueve partidos, le acabó quitando la titularidad a Iraizoz, coincidiendo su estreno en Primera con el mejor momento del Girona, y teniendo grandes actuaciones.

### Sevilla F. C.

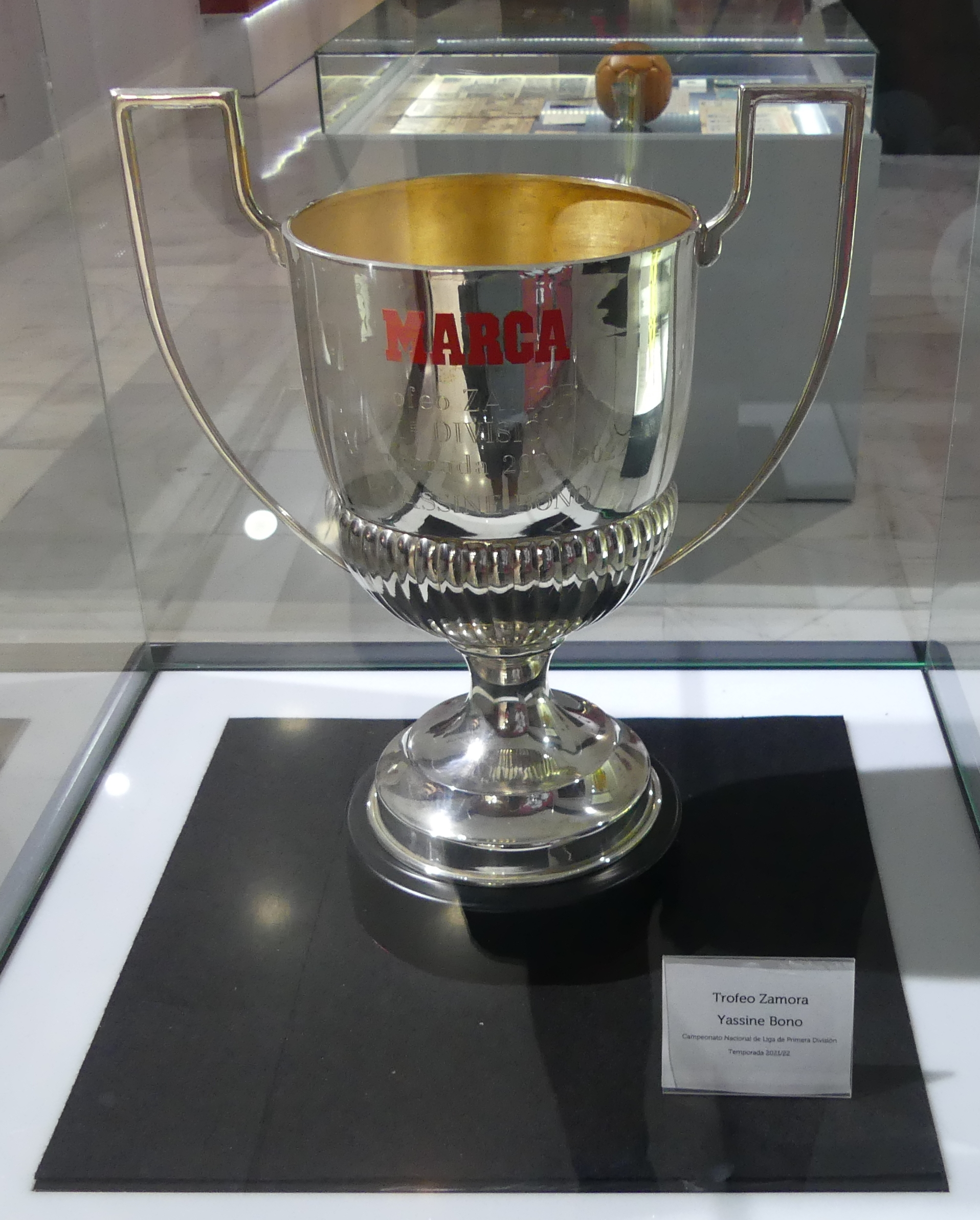
Trofeo Zamora, entregado por el periódico Marca en 2022 a este jugador. Museo del Sevilla Fútbol Club.

Debido a la petición del guardameta, tras el descenso del equipo catalán, el 2 de septiembre de 2019 el Sevilla F. C. logró su cesión, con opción a compra, hasta final de temporada. Debutó en un partido de la Liga Europa de la UEFA contra el APOEL Nicosia. Finalmente el equipo andaluz se hizo con los servicios del guardameta con un contrato hasta 2024 tras ser decisivo en las rondas finales de la Liga Europa de la UEFA e incluso dar una asistencia a su compatriota Youssef En-Nesyri en la victoria ante el Mallorca por 2 a 0. Esas actuaciones también le llevaron a ser el portero titular al inicio de la temporada 2020-21. En la jornada 28 de Liga marcó el gol del empate a uno contra el Real Valladolid. La siguiente Temporada mantiene su condición de titular y en la jornada 12 vuelve a asistir a un compañero para que marcará. Al finalizar 2021 se convirtió en el portero que más veces había dejado su portería a cero en todo el mundo sumando club y selección en el año natural. El 27 de febrero del año siguiente realizó una asistencia para que Munir marcara el segundo gol antes el Betis. Sumaba así su segunda asistencia con el club blanquirrojo, tercera en su carrera, y se convertía en el portero que más asistencias había realizado en el siglo XXI junto a Dudu Aouate. Al final de la temporada 2021-22 se convirtió en el primer guardameta sevillista en conseguir el Trofeo Zamora. Esa misma temporada quedó en el noveno puesto en el Trofeo Yashin a mejor portero del mundo.
La temporada siguiente alternó la titularidad con la suplencia. La llegada de Mendilibar, tercer entrenador de la temporada, hizo que solo disputara partidos de la Liga Europa, trofeo que ganó el club hispalense en la tanda de penaltis y con el guardameta como MVP del partido. Su último partido como sevillista fue la Supercopa de la UEFA 2023 contra el Manchester City F. C. antes de ser traspasado al Al-Hilal Saudi F. C. el 17 de agosto.

## Selección nacional
Ha sido internacional por Marruecos en las categorías sub-20 y sub-23. El 14 de agosto de 2013 hizo su debut con la selección absoluta en partido amistoso contra Burkina Faso.
Debutó oficialmente en un partido clasificatorio para el Copa Africana de Naciones el 4 de septiembre de 2016 frente a la selección de fútbol de Santo Tomé y Príncipe. Bono jugó todo el partido que ganaron 2-0.
Al haber nacido en la ciudad canadiense de Montreal posee también la ciudadanía del país norteamericano, pero nunca ha declarado su intención de jugar con la selección nacional de este. Sus padres son naturales de Casablanca, ciudad a la que retornaron con él cuando contaba con tres años.
Fue convocado para la Copa África 2021.
Fue decisivo para que Marruecos se clasificara en el Mundial de Catar para cuartos de final al detener dos lanzamientos en la tanda de penaltis frente a España el 6 de diciembre de 2022 en los octavos de final, en el que incluso llegó a quedar cuarto luego de que sorprendentemente le ganaran a la Portugal de Cristiano Ronaldo por 1 a 0 en los cuartos y perdieran por 2 a 0 en semis con Francia y Croacia en el partido por el 3er y 4.º puesto.

### Participaciones en Copas del Mundo
| Mundial      | Sede  | Resultado     | Partidos | Goles |
| ------------ | ----- | ------------- | -------- | ----- |
| Mundial 2018 | Rusia | Primera fase  | 0        | 0     |
| Mundial 2022 | Catar | Cuarto puesto | 6        | 0     |

## Estadísticas

### Clubes
Actualizado al último partido disputado el 4 de julio de 2025.
| Club | Div.          | Temporada     | Liga  | Liga     | Liga   | Copas nacionales(1) | Copas nacionales(1) | Copas nacionales(1) | Copas internacionales(2) | Copas internacionales(2) | Copas internacionales(2) | Total | Total    | Total  |
| Club | Div.          | Temporada     | Part. | Goles(3) | P.Inv. | Part.               | Goles(3)            | P.Inv.              | Part.                    | Goles(3)                 | P.Inv.                   | Part. | Goles(3) | P.Inv. |
| --- | ------------- | ------------- | ----- | -------- | ------ | ------------------- | ------------------- | ------------------- | ------------------------ | ------------------------ | ------------------------ | ----- | -------- | ------ |
| Wydad Casablanca Marruecos | 1.ª           | 2010-11       | —     | —        | —      | —                   | —                   | —                   | 1                        | 1                        | 0                        | 1     | 1        | 0      |
| Wydad Casablanca Marruecos | 1.ª           | 2011-12       | 8     | 7        | 2      | —                   | —                   | —                   | —                        | —                        | —                        | 8     | 7        | 2      |
| Wydad Casablanca Marruecos | Total club    | Total club    | 8     | 7        | 2      | —                   | —                   | —                   | 1                        | 1                        | 0                        | 9     | 8        | 2      |
| Atlético de Madrid "B" · España | 2.ª B         | 2012-13       | 24    | 30       | 7      | —                   | —                   | —                   | —                        | —                        | —                        | 24    | 30       | 7      |
| Atlético de Madrid "B" · España | 2.ª B         | 2013-14       | 23    | 30       | 7      | —                   | —                   | —                   | —                        | —                        | —                        | 23    | 30       | 7      |
| Atlético de Madrid "B" · España | Total club    | Total club    | 47    | 60       | 14     | —                   | —                   | —                   | —                        | —                        | —                        | 47    | 60       | 14     |
| Real Zaragoza · España | 2.ª           | 2014-15       | 19    | 25       | 6      | —                   | —                   | —                   | —                        | —                        | —                        | 19    | 25       | 6      |
| Real Zaragoza · España | 2.ª           | 2015-16       | 19    | 17       | 9      | —                   | —                   | —                   | —                        | —                        | —                        | 19    | 17       | 9      |
| Real Zaragoza · España | Total club    | Total club    | 38    | 42       | 15     | —                   | —                   | —                   | —                        | —                        | —                        | 38    | 42       | 15     |
| Girona F. C. · España | 2.ª           | 2016-17       | 21    | 24       | 7      | —                   | —                   | —                   | —                        | —                        | —                        | 21    | 24       | 7      |
| Girona F. C. · España | 1.ª           | 2017-18       | 30    | 46       | 9      | 1                   | 2                   | 0                   | —                        | —                        | —                        | 31    | 48       | 9      |
| Girona F. C. · España | 1.ª           | 2018-19       | 32    | 43       | 9      | —                   | —                   | —                   | —                        | —                        | —                        | 32    | 43       | 9      |
| Girona F. C. · España | Total club    | Total club    | 83    | 113      | 25     | 1                   | 2                   | 0                   | —                        | —                        | —                        | 84    | 115      | 25     |
| Sevilla F. C. · España | 1.ª           | 2019-20       | 6     | 3        | 4      | 2                   | 0                   | 2                   | 10                       | 6                        | 6                        | 18    | 9        | 12     |
| Sevilla F. C. · España | 1.ª           | 2020-21       | 33    | 28       | 15     | 6                   | 0                   | 6                   | 6                        | 8                        | 2                        | 45    | 36       | 23     |
| Sevilla F. C. · España | 1.ª           | 2021-22       | 31    | 24       | 13     | —                   | —                   | —                   | 10                       | 9                        | 3                        | 41    | 33       | 16     |
| Sevilla F. C. · España | 1.ª           | 2022-23       | 25    | 41       | 5      | 1                   | 2                   | 0                   | 10                       | 17                       | 2                        | 35    | 60       | 7      |
| Sevilla F. C. · España | 1.ª           | 2023-24       | 1     | 2        | 0      | —                   | —                   | —                   | 1                        | 1                        | 0                        | 2     | 3        | 0      |
| Sevilla F. C. · España | Total club    | Total club    | 96    | 98       | 37     | 9                   | 2                   | 8                   | 37                       | 41                       | 13                       | 142   | 141      | 58     |
| Al-Hilal Saudi F. C. Arabia Saudita | 1.ª           | 2023-24       | 31    | 20       | 15     | 7                   | 4                   | 3                   | 5                        | 3                        | 2                        | 43    | 27       | 20     |
| Al-Hilal Saudi F. C. Arabia Saudita | 1.ª           | 2024-25       | 31    | 41       | 9      | 3                   | 4                   | 0                   | 15                       | 13                       | 7                        | 49    | 58       | 16     |
| Al-Hilal Saudi F. C. Arabia Saudita | Total club    | Total club    | 62    | 61       | 24     | 10                  | 8                   | 3                   | 20                       | 16                       | 9                        | 92    | 85       | 36     |
| Total carrera | Total carrera | Total carrera | 334   | 381      | 117    | 20                  | 12                  | 11                  | 58                       | 58                       | 22                       | 412   | 451      | 150    |
| (1) Incluye datos de Copa del Rey (2017-2023), Copa de Arabia Saudita (2023-act.) y Supercopa de Arabia Saudita (2023-act.). (2) Incluye datos de Liga Europa (2019-2023), Supercopa de Europa (2020, 2023), Liga de Campeones (2020-2022), Liga de Campeones de la AFC (2023-act.). (3) Hace referencia a goles encajados |               |               |       |          |        |                     |                     |                     |                          |                          |                          |       |          |        |

## Palmarés

### Campeonatos nacionales
| Título                      | Club                 | Sede           | Año     |
| --------------------------- | -------------------- | -------------- | ------- |
| Liga de Fútbol de Marruecos | Wydad Casablanca     | Marruecos      | 2009-10 |
| Primera División de España  | Atlético de Madrid   | España         | 2013-14 |
| Supercopa de España         | Atlético de Madrid   | España         | 2014    |
| Supercopa de Arabia Saudita | Al-Hilal Saudi F. C. | Arabia Saudita | 2023    |
| Liga Profesional Saudí      | Al-Hilal Saudi F. C. | Arabia Saudita | 2023-24 |
| Copa del Rey de Campeones   | Al-Hilal Saudi F. C. | Arabia Saudita | 2023-24 |
| Supercopa de Arabia Saudita | Al-Hilal Saudi F. C. | Arabia Saudita | 2024    |

### Títulos internacionales
| Título                 | Club          | Sede     | Año     |
| ---------------------- | ------------- | -------- | ------- |
| Liga Europa de la UEFA | Sevilla F. C. | Alemania | 2019-20 |
| Liga Europa de la UEFA | Sevilla F. C. | Budapest | 2022-23 |

### Distinciones individuales
| Distinción                                                      | Año              |
| --------------------------------------------------------------- | ---------------- |
| Mejor portero de la Liga Europa de la UEFA                      | 2020, 2023       |
| Mejor jugador africano en España                                | 2021-22          |
| Trofeo Zamora                                                   | 2021-22          |
| Jugador africano del año (Africa d'or)                          | 2023             |
| Jugador africano del año (Lion d'or)                            | 2023             |
| Parte de los 100 mejores jugadores del mundo según The Guardian | 2022             |
| Nominado al Balón de Oro                                        | 2023             |
| Nominado al Premio The Best FIFA                                | 2022, 2023       |
| Nominado al Trofeo Yashin                                       | 2022, 2023, 2025 |
| Mejor jugador de la final Liga Europa de la UEFA                | 2023             |
| 3.er Mejor portero del mundo según la IFFHS                     | 2023             |
| Mejor portero de la Liga Profesional Saudí                      | 2023-24          |